# Campeonato Carioca de Futebol de 2023 - Série C
O Campeonato Carioca da Série C de 2023 foi a terceira edição da quinta divisão do campeonato estadual de futebol profissional do Rio de Janeiro. A competição foi organizada pela Federação de Futebol do Estado do Rio de Janeiro (FERJ) e contou com a participação de 22 clubes. O campeonato foi vencido pelo Zinzane, ficando o São Cristóvão com o vice-campeonato.

## Regulamento
Na Primeira Fase, os 22 clubes foram separados em 2 grupos com 11 clubes cada, onde os clubes do Grupo A jogaram contra os clubes do Grupo B, em jogos somente de ida. Ao final dessa fase, os 4 melhores colocados de cada grupo se classificaram para as Quartas de Final. 
O clube que garantiu a melhor campanha na primeira fase, o São Cristóvão, foi declarado campeão da Taça Waldir Amaral.
Nas Quartas de Final, as equipes classificadas enfrentaram nas suas chaves as equipes do próprio grupo, e foram fazendo seus confrontos até se conhecerem os finalistas. Os finalistas da competição garantiram o acesso para a Série B2 de 2023, disputada alguns meses mais tarde no mesmo ano.

## Equipes participantes
| Equipe           | Cidade                | Em 2022        | Estádio              | Capacidade | Títulos        |
| ---------------- | --------------------- | -------------- | -------------------- | ---------- | -------------- |
| Atlético Carioca | São Gonçalo           | 4º             | Leônidas da Silva    | 836        | 0 (não possui) |
| Barcelona-RJ     | Rio de Janeiro        | 11º            | Eduardo Guinle       | 4 750      | 0 (não possui) |
| Bela Vista       | São Gonçalo           | Não participou | Alzirão              | 900        | 0 (não possui) |
| Brasileirinho    | Rio de Janeiro        | 12º            | Leônidas da Silva    | 836        | 0 (não possui) |
| CAAC Brasil      | Rio de Janeiro        | 7º             | Joaquim de A. Flores | 5 000      | 0 (não possui) |
| Campos           | Campos dos Goytacazes | 11º (B2)       | Ferreirão            | 2 000      | 0 (não possui) |
| Duquecaxiense    | Duque de Caxias       | Não participou | Macaranãzinho        | 2 000      | 0 (não possui) |
| Heliópolis       | Belford Roxo          | Não participou | José de Alvarenga    | 4 000      | 0 (não possui) |
| Itaboraí Profute | Itaboraí              | Não participou | Leônidas da Silva    | 836        | 0 (não possui) |
| Juventus         | Rio de Janeiro        | 10º            | Ferreirão            | 1 800      | 0 (não possui) |
| Mesquita         | Mesquita              | Não participou | Louzadão             | 6 000      | 0 (não possui) |
| Paraíba do Sul   | Paraíba do Sul        | Não participou | Marcelão             | 2 200      | 0 (não possui) |
| EC Resende       | Resende               | 13º            | Marrentão            | 3 334      | 0 (não possui) |
| Riostrense       | Rio das Ostras        | Não participou | Leônidas da Silva    | 836        | 0 (não possui) |
| São Cristóvão    | Rio de Janeiro        | Não participou | Leônidas da Silva    | 836        | 0 (não possui) |
| São José-RJ      | Itaperuna             | Não participou | Marrentão            | 900        | 0 (não possui) |
| SE Paraty        | Paraty                | 6º             | Jair Toscano         | 500        | 0 (não possui) |
| Tigres do Brasil | Duque de Caxias       | 12º (B2)       | Los Larios           | 6 300      | 0 (não possui) |
| União Central    | Rio de Janeiro        | Não participou | Joaquim de A. Flores | 5 000      | 0 (não possui) |
| Uni Souza        | Rio de Janeiro        | 5º             | Moça Bonita          | 6 989      | 0 (não possui) |
| Vera Cruz        | Petrópolis            | 9º             | Atilio Marotti       | 8 500      | 0 (não possui) |
| Zinzane          | Rio de Janeiro        | Estreante      | Moça Bonita          | 6 989      | 0 (não possui) |

## Primeira fase

### Grupo A
Atualizado até os jogos do dia 25 de junho. Fonte:

### Grupo B
- Paraty foi punido com a perda de 4 pontos por escalação irregular.[5]

Atualizado até os jogos do dia 25 de junho. Fonte:

### Premiação
| Taça Waldir Amaral de 2023         |
| ---------------------------------- |
| São Cristóvão Campeão (1.º título) |

## Fase final
Em itálico, os clubes que jogarão na condição de mandante o jogo de ida. Em negrito, os classificados.
|  | Quartas de final | Quartas de final | Quartas de final | Quartas de final |   |               | Semifinais | Semifinais | Semifinais | Semifinais |   |   | Final | Final | Final | Final |  |  |
|  |                  |                  |                  |                  |   |               |            |            |            |            |   |   |       |       |       |       |  |  |
|  |                  |                  |                  |                  |   |               |            |            |            |            |   |   |       |       |       |       |  |  |
|  | Zinzane          | 2                | 3                | 5                |   |               |            |            |            |            |   |   |       |       |       |       |  |  |
|  | Itaboraí Profute | 1                | 1                | 2                |   |               |            |            |            |            |   |   |       |       |       |       |  |  |
|  | Itaboraí Profute | 1                | 1                | 2                |   | Zinzane       | 1          | 5          | 6          |            |   |   |       |       |       |       |  |  |
|  |                  |                  |                  |                  |   | Zinzane       | 1          | 5          | 6          |            |   |   |       |       |       |       |  |  |
|  |                  | CAAC Brasil      | 0                | 0                | 0 |               |            |            |            |            |   |   |       |       |       |       |  |  |
|  | CAAC Brasil      | CAAC Brasil      | 0                | 0                | 0 | 1             |            |            |            |            |   |   |       |       |       |       |  |  |
|  | CAAC Brasil      |                  |                  |                  |   | 1             |            |            |            |            |   |   |       |       |       |       |  |  |
|  | Juventus*        | 1                |                  |                  |   |               |            |            |            |            |   |   |       |       |       |       |  |  |
|  | Juventus*        | 1                |                  |                  |   |               |            |            |            | Zinzane    | 2 | 2 | 4     |       |       |       |  |  |
|  |                  |                  |                  |                  |   |               |            |            |            |            | 2 | 2 | 4     |       |       |       |  |  |
|  |                  | São Cristóvão    | 1                | 1                | 2 |               |            |            |            |            |   |   |       |       |       |       |  |  |
|  | São Cristóvão    | São Cristóvão    | 1                | 1                | 2 | 1             | 2          | 3          |            |            |   |   |       |       |       |       |  |  |
|  | São Cristóvão    |                  |                  |                  |   | 1             | 2          | 3          |            |            |   |   |       |       |       |       |  |  |
|  | Mesquita         | 0                | 0                | 0                |   |               |            |            |            |            |   |   |       |       |       |       |  |  |
|  | Mesquita         | 0                | 0                | 0                |   | São Cristóvão | 1          | 1          | 2          |            |   |   |       |       |       |       |  |  |
|  |                  |                  |                  |                  |   | São Cristóvão | 1          | 1          | 2          |            |   |   |       |       |       |       |  |  |
|  |                  | Uni Souza        | 1                | 0                | 1 |               |            |            |            |            |   |   |       |       |       |       |  |  |
|  | Uni Souza        | Uni Souza        | 1                | 0                | 1 | 2             | 1          | 3          |            |            |   |   |       |       |       |       |  |  |
|  | Uni Souza        |                  |                  |                  |   | 2             | 1          | 3          |            |            |   |   |       |       |       |       |  |  |
|  | Campos           | 1                | 1                | 2                |   |               |            |            |            |            |   |   |       |       |       |       |  |  |

- Juventus foi punido com a eliminação do campeonato por escalação irregular.[7]

## Premiação
| Campeonato Carioca Série C 2023 |
| Rio de Janeiro                  |
| ------------------------------- |
| Zinzane Campeão (1.º título)    |

## Estatísticas
Atualizado em 07 de junho de 2023

### Artilharia
| Gols | Jogador         | Equipe           |
| ---- | --------------- | ---------------- |
| 4    | Mateus          | Atlético Carioca |
| 4    | Ryan            | Barcelona-RJ     |
| 3    | Bruno Gallo     | Zinzane          |
| 3    | Diego           | Itaboraí Profute |
| 3    | Jackson         | Juventus         |
| 3    | Kenny           | Campos           |
| 3    | Murilo          | São Cristóvão    |
| 2    | Alan            | Zinzane          |
| 2    | Caio Alves      | União Central    |
| 2    | Gabriel Mariano | Vera Cruz        |
| 2    | Réver           | Uni Souza        |
| 2    | VT              | CAAC Brasil      |